# Гине, Александр Васильевич
Алекса́ндр Васи́льевич Гине́, Гинэ, Гин (1830—1880) — русский живописец, рисовальщик и литограф, пейзажист; академик Императорской Академии художеств (с 1878).

## Биография
Происходил из дворян. Сын учителя 1-й Казанской гимназии (позже — инспектор 2-й Казанской гимназии и директор Саратовской гимназии) Василия Фёдоровича фон Гине.
Учился в Казанской гимназии вместе с И. И. Шишкиным, с которым дружил всю жизнь. Художественное образование начал получать в 1854 году в Московском училище живописи, ваяния и зодчества у А. Н. Мокрицкого, а с 1856 года в качестве вольноприходящего ученика занимался в классе пейзажной живописи Императорской Академии художеств у С. М. Воробьева.
В 1857 году вместе с И. И. Шишкиным, П. П. Джогиным и Е. А. Ознобишиным работал в местечке Дубки близ Сестрорецка. В 1857 и 1858 годах за ландшафтные рисунки Гине был отмечен малыми серебряными медалями, в 1859 году награждён большой серебряной медалью. 

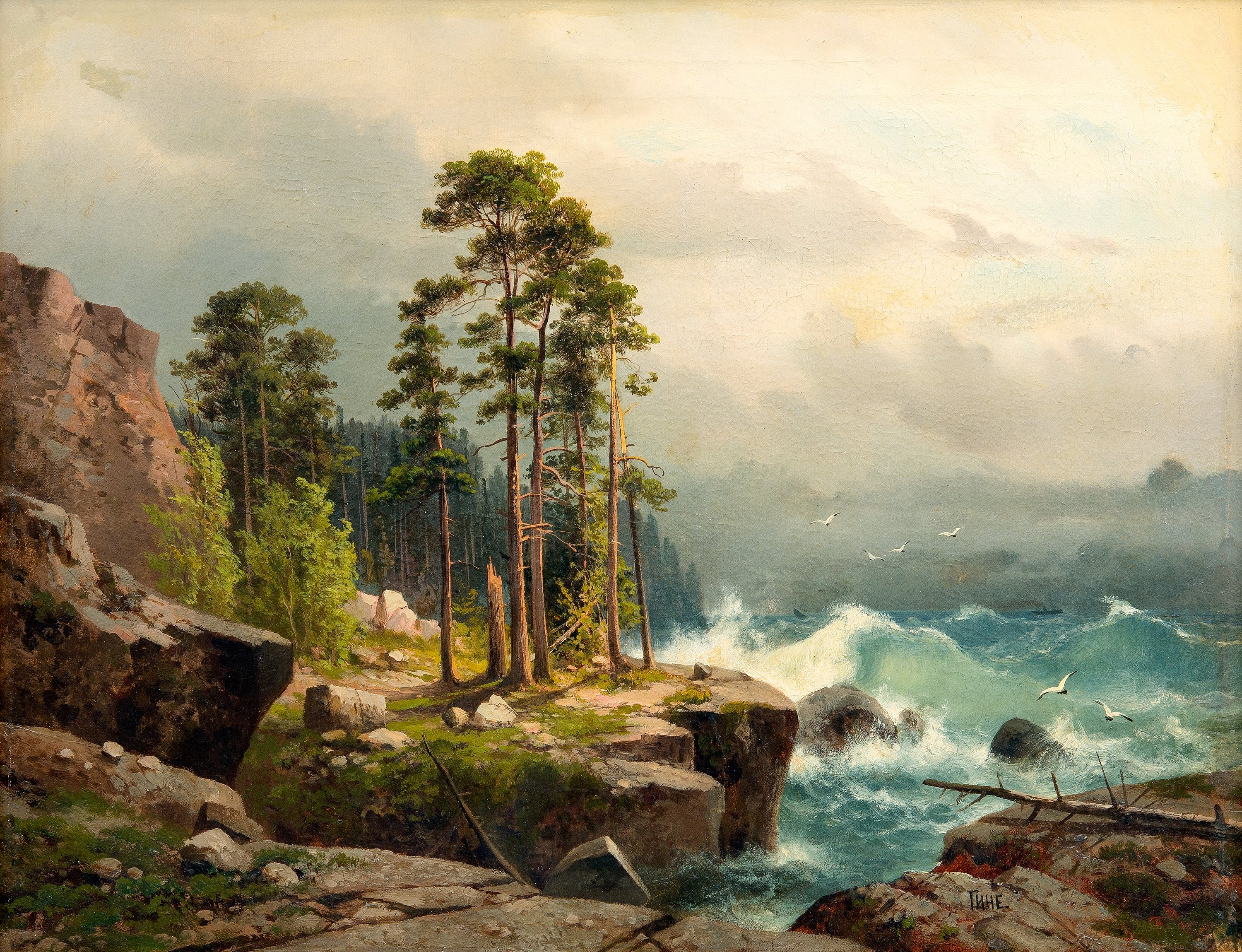
Буря на Валааме.

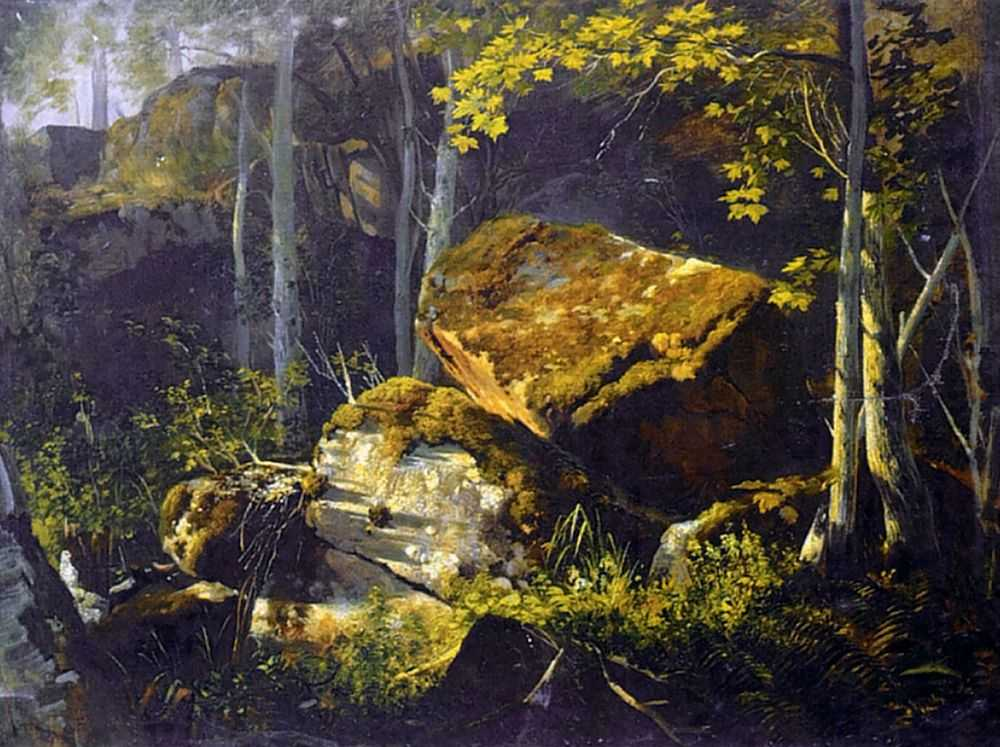
На острове Валааме. Камни в лесу. Конец 1850-х - начало 1860-х годов, Государственная Третьяковская галерея.

Сюжетами для своих картин Гине избрал берега Финского залива и Валаам на Ладожском озере. В 1858 году им написан «Вид на Финском заливе (м. Дубки)», в 1859 году — три вида из окрестностей Петербурга (этюды), «Вид Финского залива, близ Петербурга», а также «Берег Финского залива», за которую он получил большую серебряную медаль.
В 1858—1861 годах он ежегодно совершал поездки на Валаам. В 1860 году им написан «Вид на острове Валааме», за которую он получил малую золотую медаль. В этом же году получил от Академии художеств денежное вознаграждение «за труды по опытам литографии», которыми занимался совместно с Шишкиным. Гине литографировал свои картины «Вид на Валааме» («Русский Художественный Альбом» 1861 год, тетрадь № 3) и «Вид берега Финского залива».
В 1862 году он совместно с П. П. Джогиным и В. В. Верещагиным создал иллюстрации к книге А. В. Вышеславцева «Очерки пером и карандашом из кругосветного плавания».
В 1863 году направлен Академией «для написания видов с натуры» в Харьковскую и Таврическую губернии; в 1864 году вновь был в Харьковской губернии, посетил Святогорский монастырь; посетил Крым.
В 1865 году А. В. Гине был выпущен из Академии со званием классного художника 1-й степени по пейзажной живописи. В этом же году за картину «Летний день» получил премию оргкомитета Общества поощрения художников, в выставках которого принимал участие до 1879 года.
В 1868 иллюстрировал книгу П. И. Пашино «Путешествие по Туркестану».
В 1878 году за картины «Буря на острове Валааме» (1878), «Дождь. Вид из окрестностей Гатчины» и «Ночь. Весенний разлив Волги» он был удостоен звания академика пейзажной живописи. В этом же году работы Гине экспонировались на Парижской всемирной выставке.
По определению Н. П. Чулкова (в персоналии «Русского биографического словаря»), Гине «был талантливый живописец, но жизнь его сложилась неудачно и была непрерывным рядом трудов и лишений». Александр Васильевич Гине умер в ночь на 4 июня 1880 года в Санкт-Петербурге в крайней бедности и был погребён на Малоохтинском кладбище.
Произведения А. В. Гине находятся во многих музейных и частных собраниях, в том числе в Государственной Третьяковской галерее, ГМИИ им. А. С. Пушкина, Государственном Русском музее, Иркутской, Пензенской, Тверской областных картинных галереях, Казанском художественном музее, Нижнетагильском музее изобразительных искусств.
В 1868 году, 11 января, у него родилась дочь Екатерина, восприемниками которой при крещении в Рождественской церкви в Песках были Иван Иванович Шишкин и княжна Татьяна Борисовна Потёмкина.

## Галерея

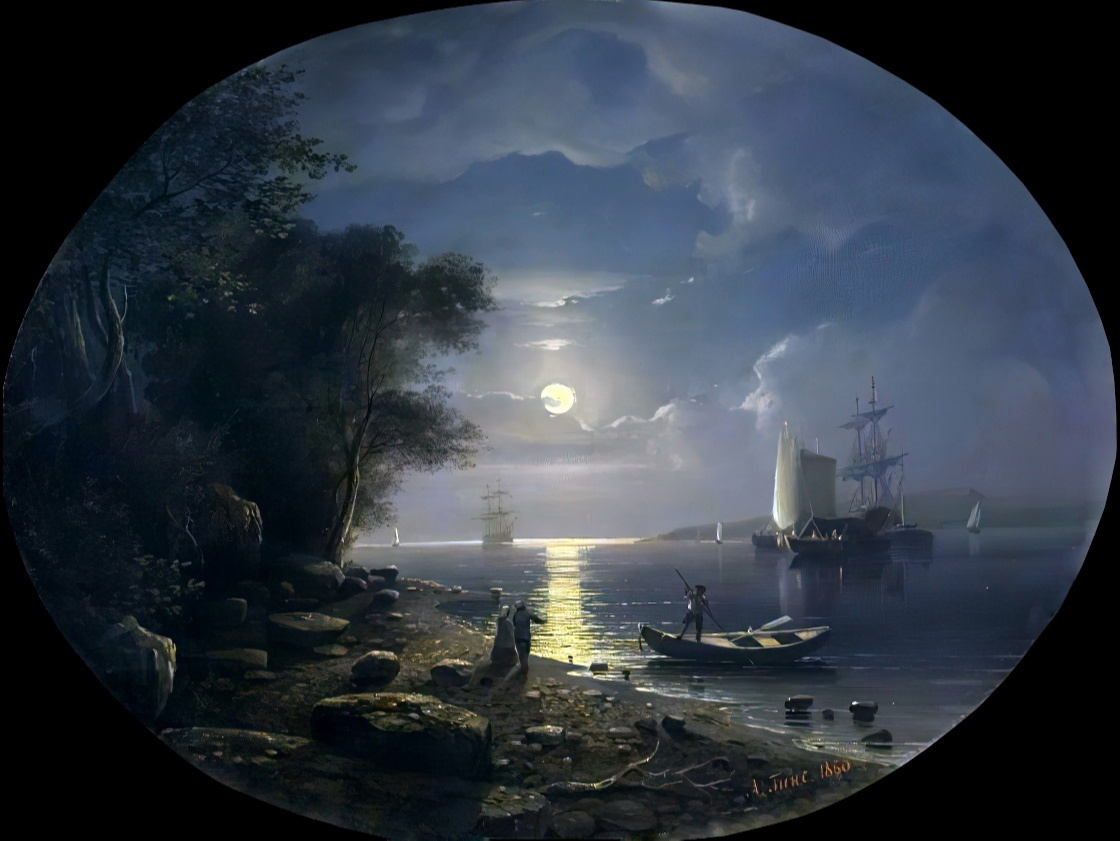
Лунный пейзаж, 1860. Государственный музей изобразительных искусств Республики Татарстан, Казань.
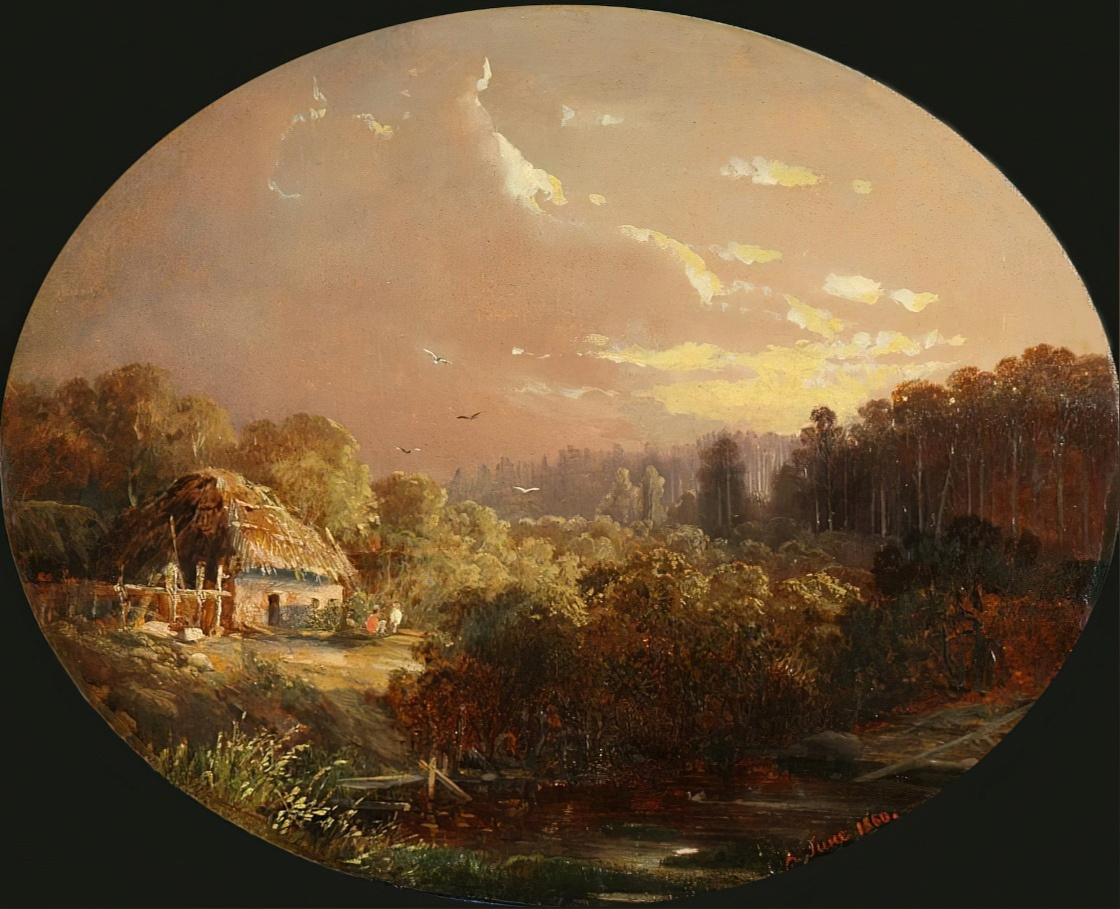
Домик в лесу, 1860. Государственный музей изобразительных искусств Республики Татарстан, Казань.
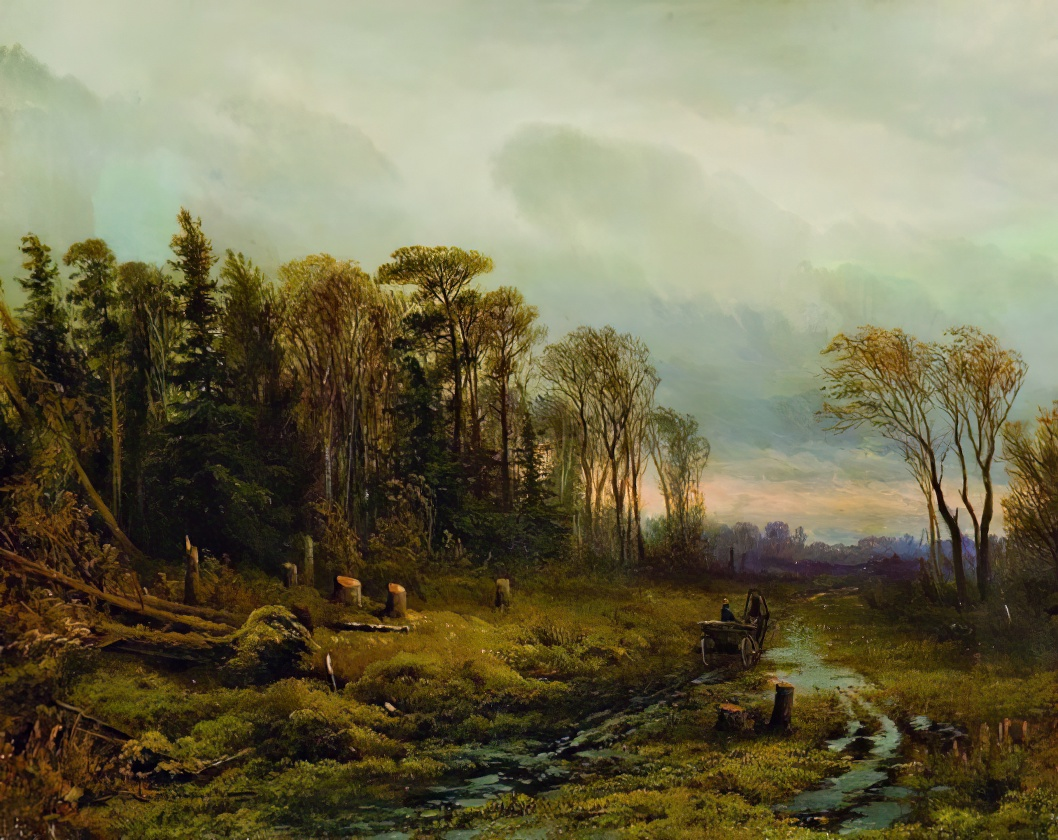
Пейзаж. Областной художественный музей имени И. Н. Крамского, Воронеж.
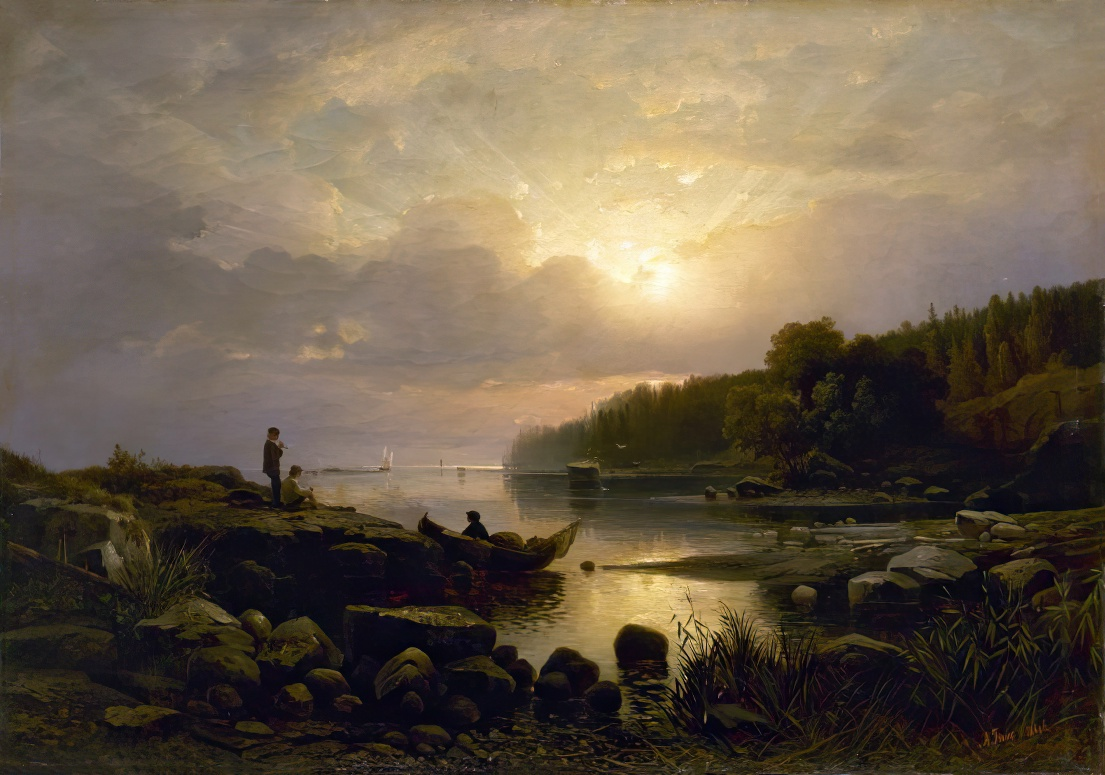
Финляндский пейзаж, 1861. Русский музей, Санкт-Петербург.
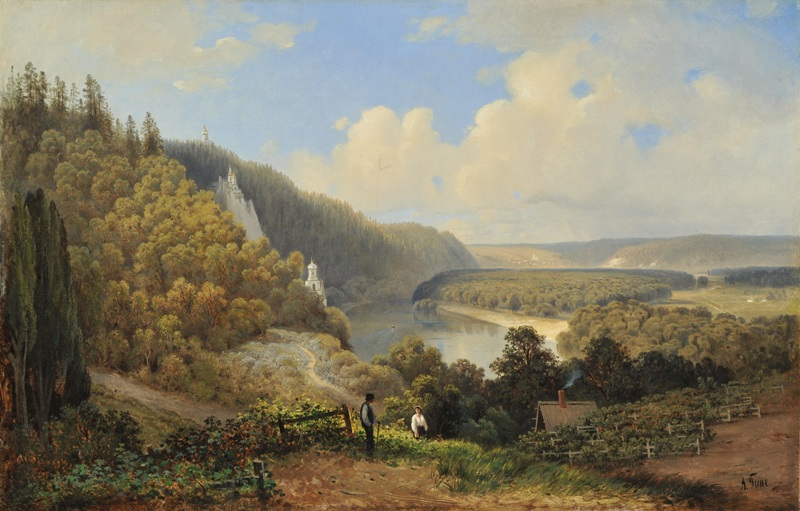
Святогорский монастырь, 1864.
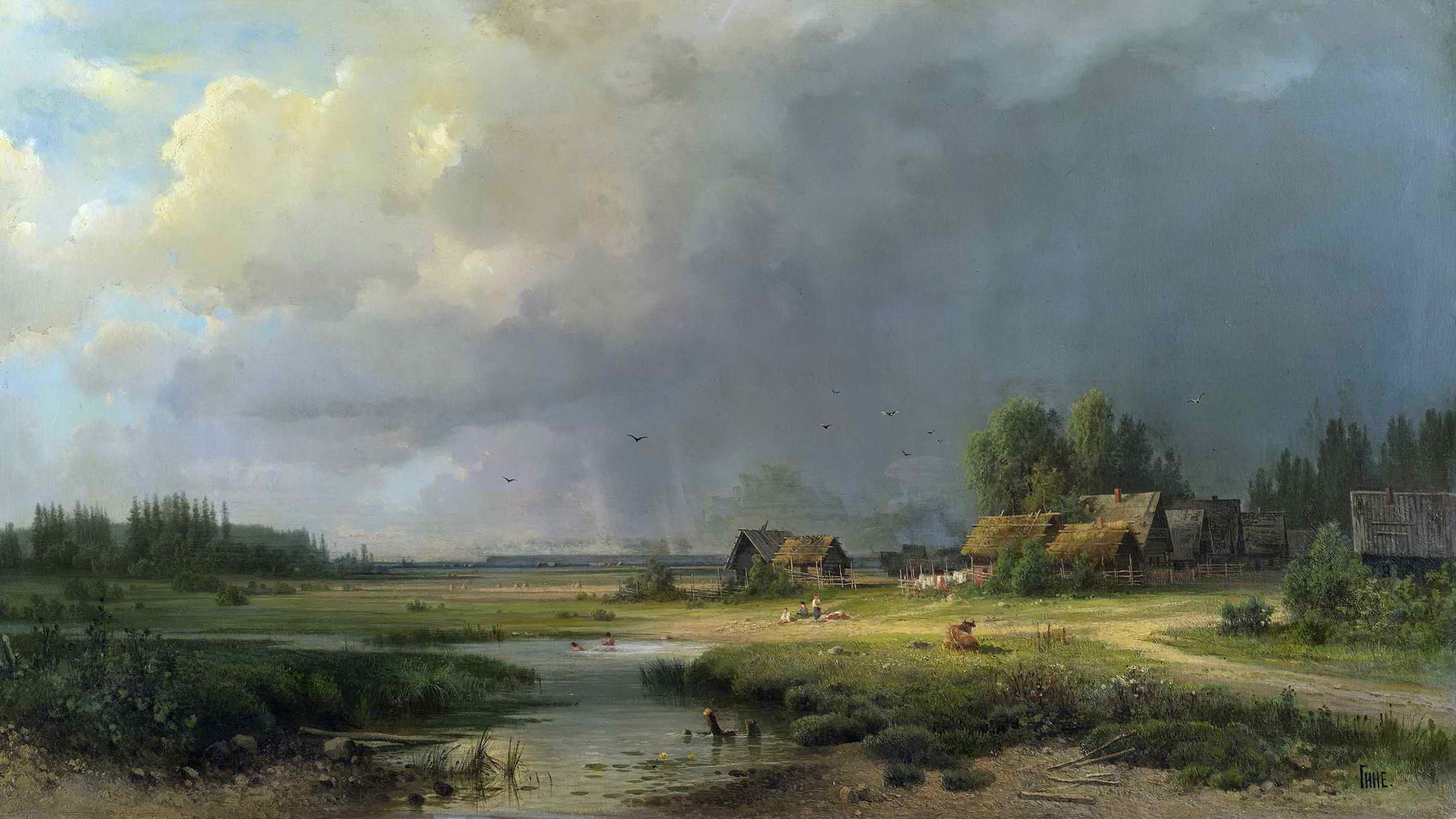
Перед грозой.
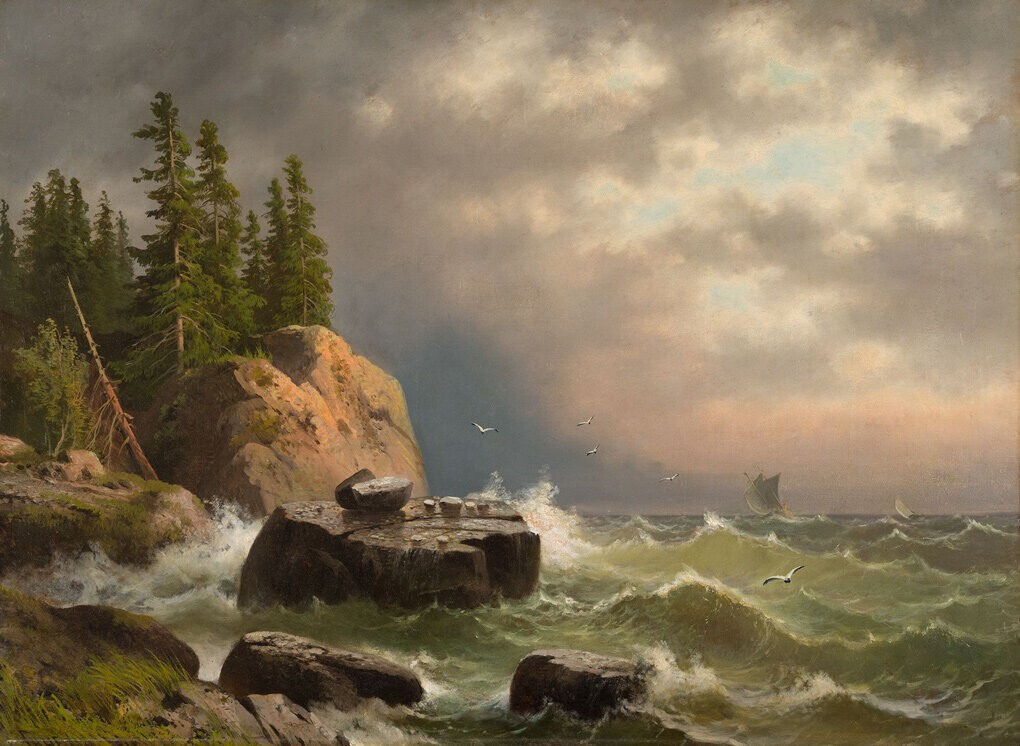
Скалы на Валааме.
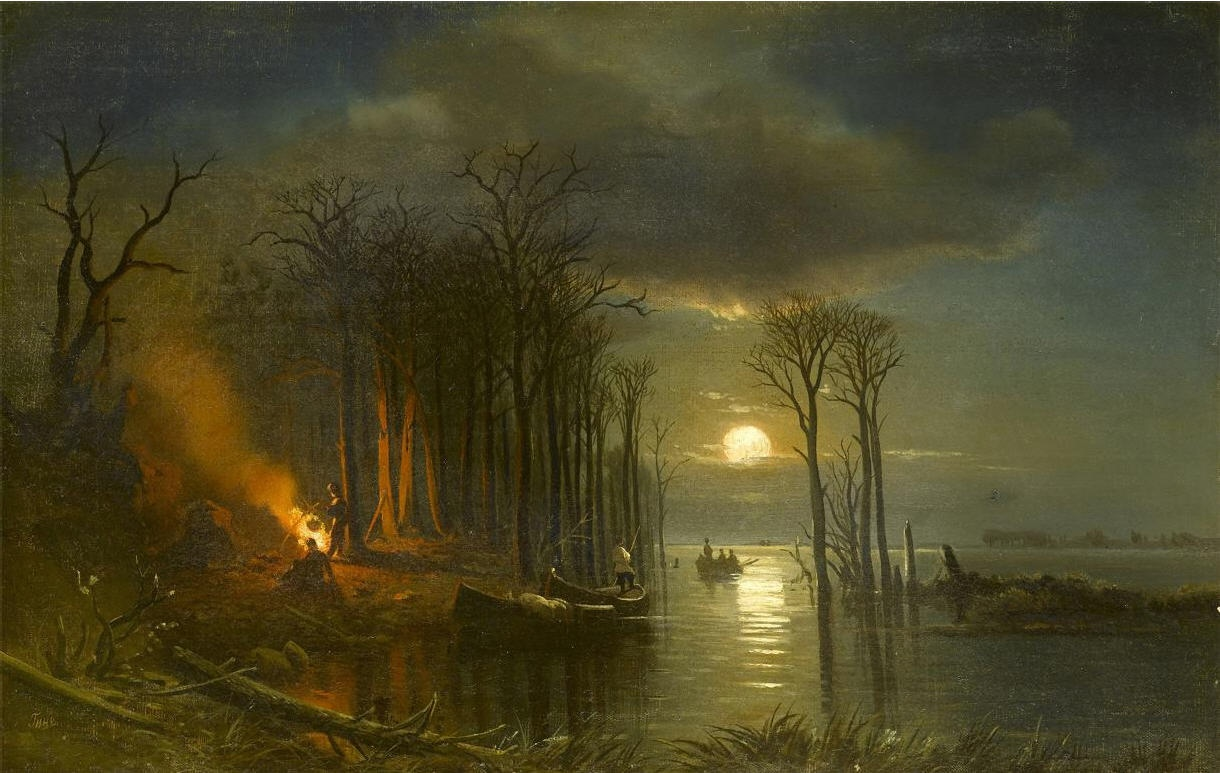
Пейзаж с рыбаками. Муниципальный музей изобразительных искусств, Нижний Тагил.
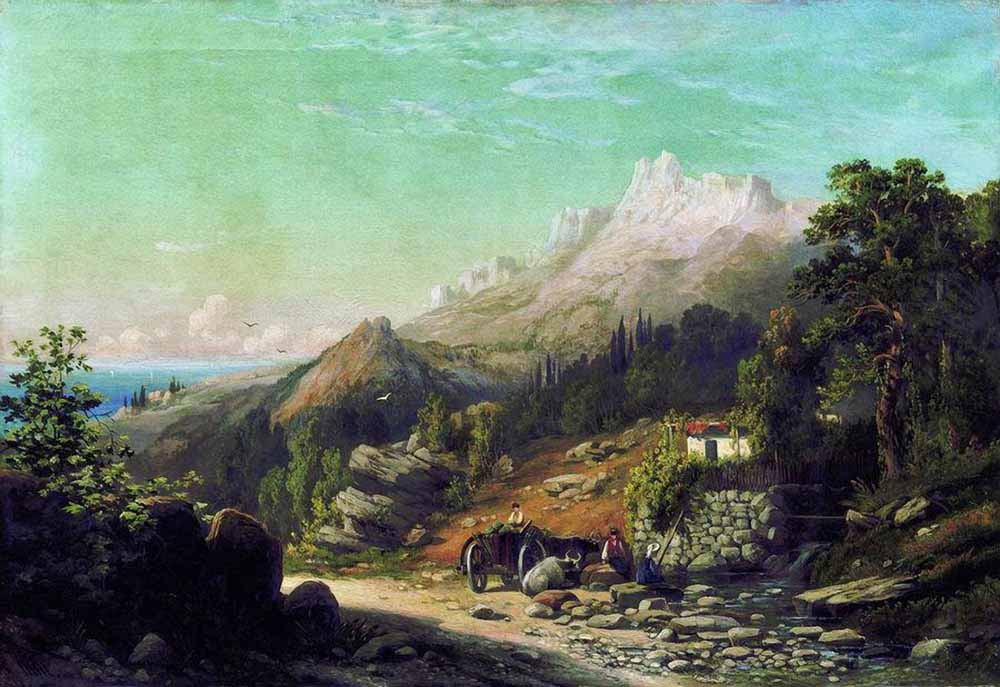
Вид на гору Ай-Петри, Крым.